# Rhododendron vaseyi
Rhododendron vaseyi är en ljungväxtart som beskrevs av Asa Gray. Rhododendron vaseyi ingår i släktet rododendron, och familjen ljungväxter. Inga underarter finns listade i Catalogue of Life.
Arten är utformad som en buske med en höjd upp till 2,5 meter. De ovala bladen är håriga på undersidan. Blommorna har en rosa till nästan vitaktig färg.
Utbredningsområdet ligger i Appalacherna i östra USA främst i delstaten North Carolina. Busken hittas mellan 900 och 1800 meter över havet. Den ingår i lövfällande skogar, barrskogar, buskskogar, hed och träskmarker.
Den begränsade utbredningen gör arten känslig för tillfälliga förändringar och bränder. I regionen finns flera skyddszoner. IUCN listar arten som livskraftig (LC).

## Bildgalleri

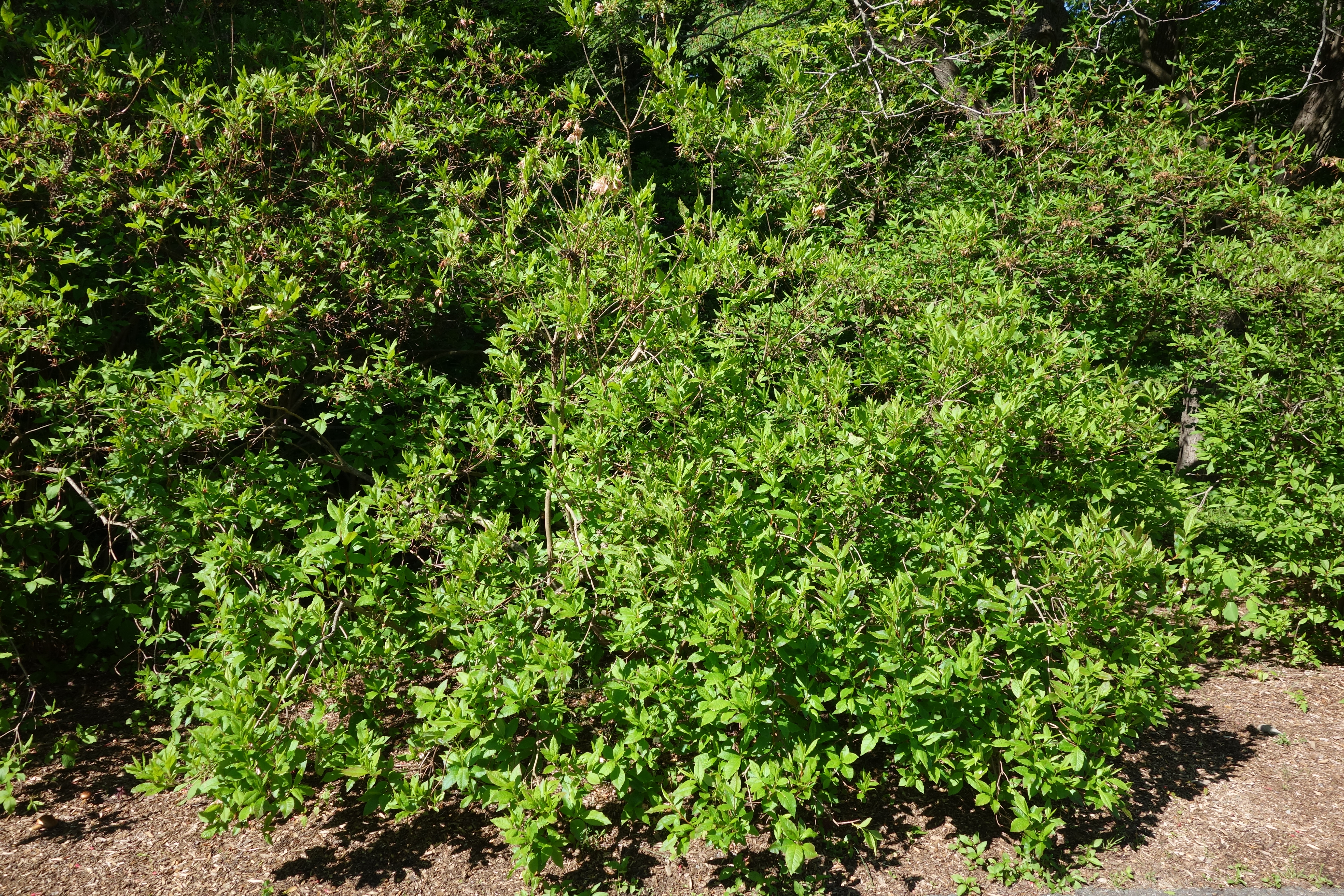
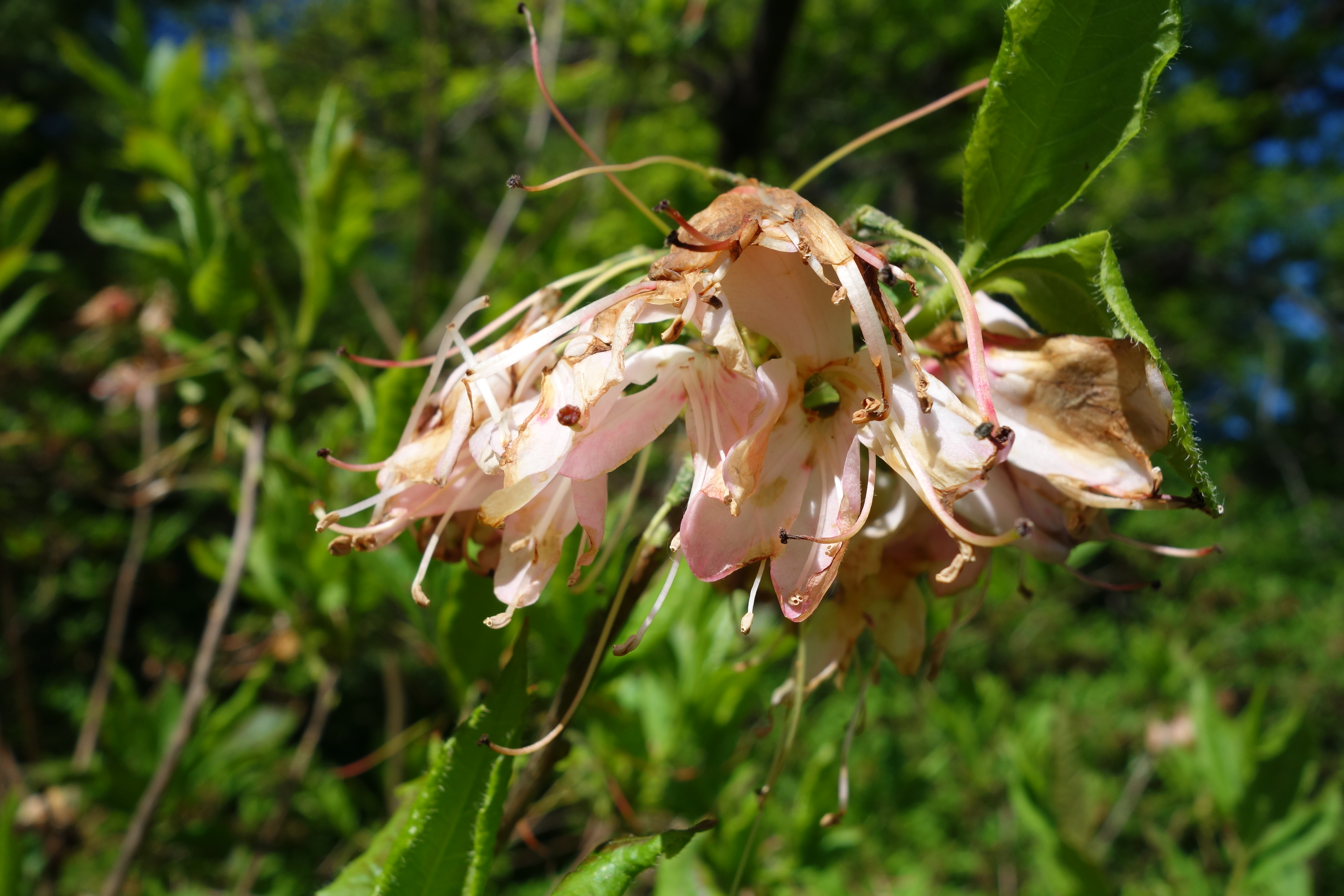
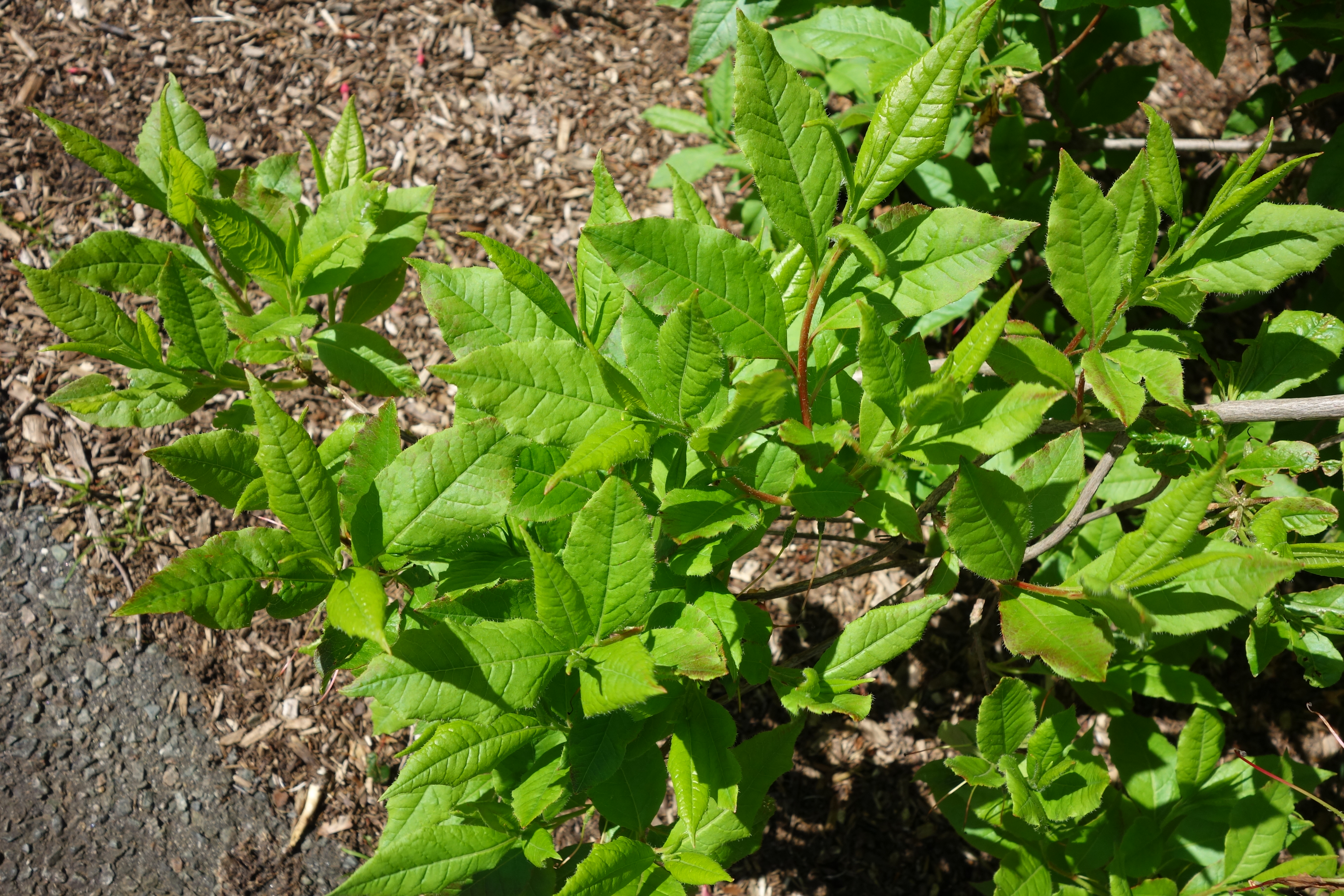
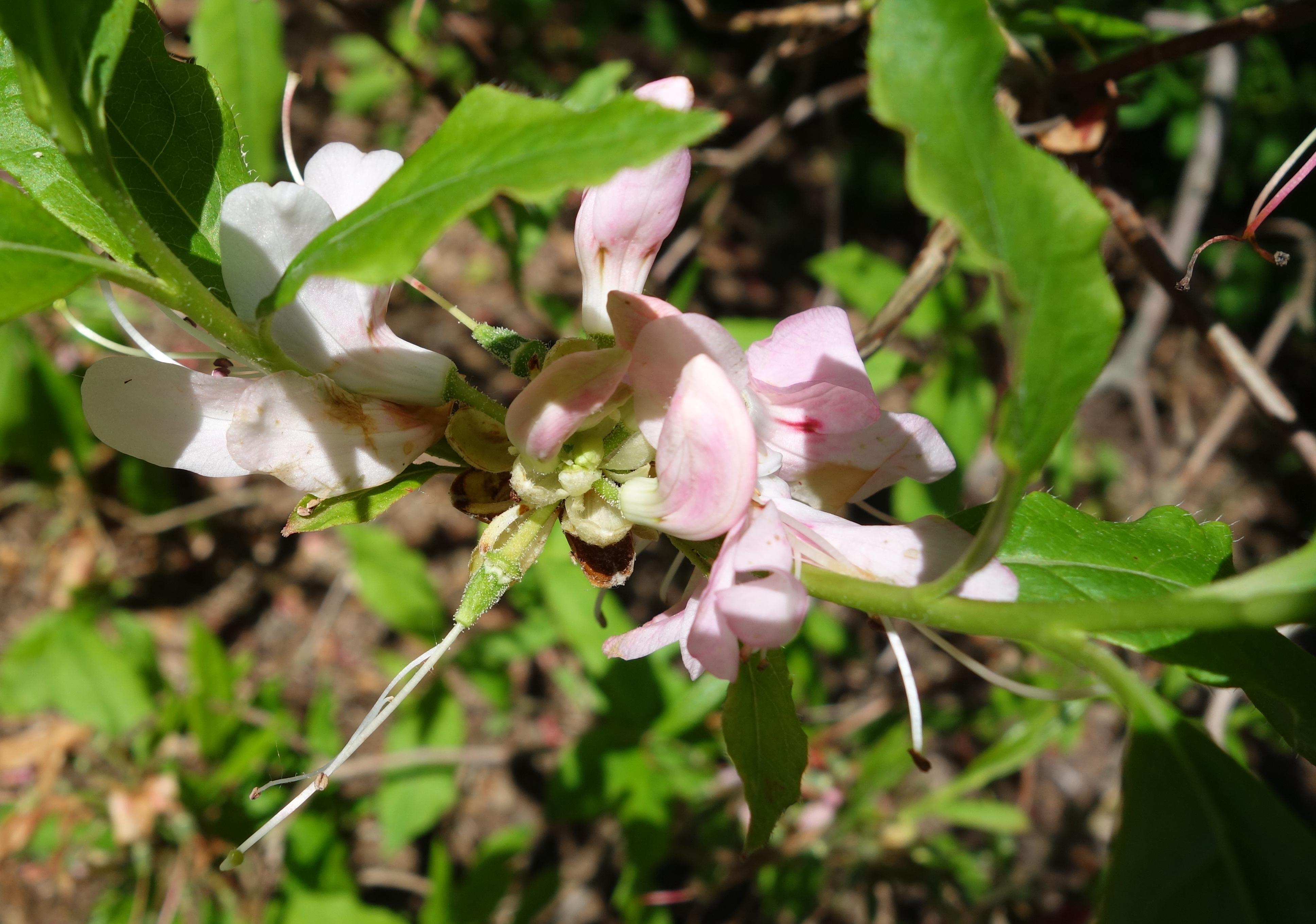
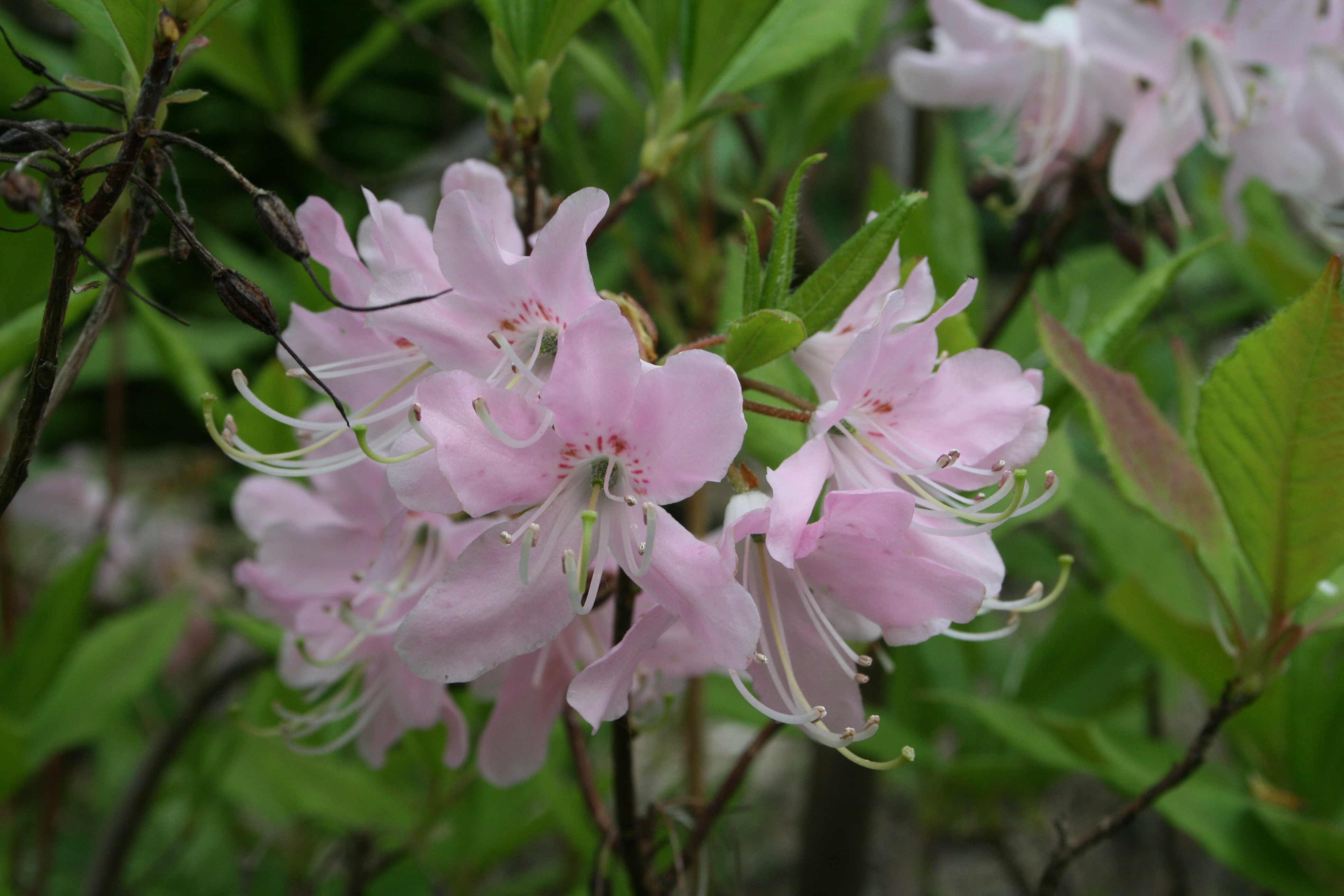
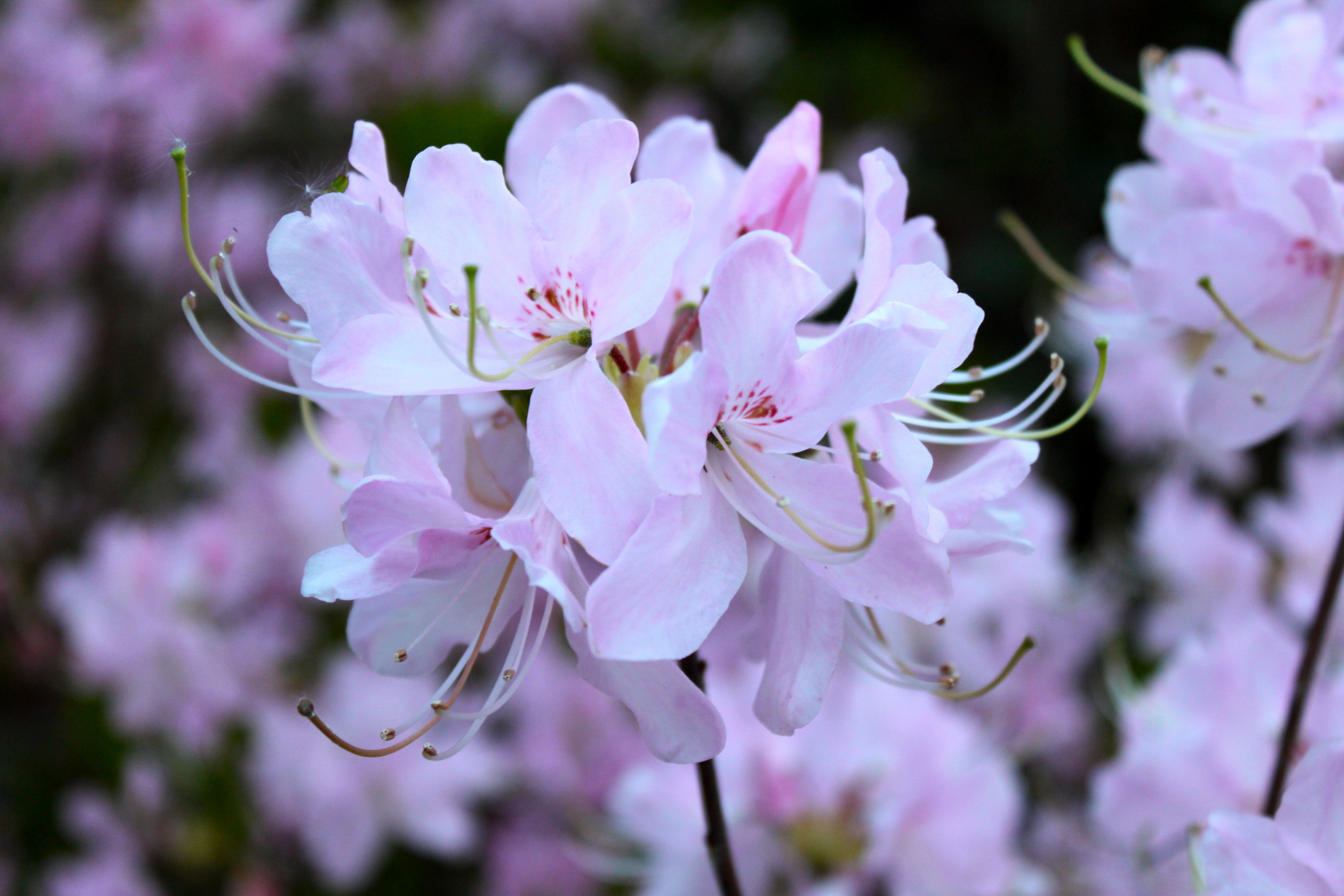